# Česko proti chudobě
Česko proti chudobě je kampaň českých humanitárních a rozvojových nevládních neziskových organizací, probíhající jako součást celosvětové kampaně Global Call to Action Against Poverty (česky též Globální výzva k akcím proti chudobě). Vznikla v roce 2005 před světovým summitem OSN v New Yorku (přezdívaným Millennium +5). Jejím cílem bylo mj. snížení chudoby na globální úrovni na 1/2 a dosažení Rozvojových cílů tisíciletí do roku 2015. Toho mělo být dosaženo informováním veřejnosti a navázáním spolupráce s politickou reprezentací ČR (po které bylo požadováno splnění 10 konkrétních požadavků).
V jejím rámci se po celé ČR konala a koná řada přednášek, seminářů a dalších akcí. Symbolem kampaně je bílá páska. Jejím nošením kampaň podpořila řada známých osobností.

## Koordinátoři kampaně a spolupracující organizace
Koordinátoři:
- Agentura rozvojové a humanitární pomoci Olomouckého kraje
- ADRA
- Člověk v tísni
- EDUCON
- Ekumenická akademie
- INEX – Sdružení dobrovolných aktivit
- Nadace divoké husy
- Glopolis
- Společnost pro Fair Trade

Spolupracující organizace:
- LL-LIKVIDACE LEPRY
- Milostivé léto
- Nadační fond Slovak-Czech Women's Fund
- Otevřená společnost
- PARTNERS CZECH
- Poradna pro uprchlíky
- SIRIRI
- Sue Ryder International CZ
- TODERO - Sdružení pro rozvojovou pomoc
- Ústav pro ekopolitiku
- VARA ČR
- Volonté Czech
- Vysokoškolští humanisté
- WISE
- Zelená pro planetu
- Zelený kruh

- ARS - Asociace pro rozvojovou spolupráci
- Asociace pro Fairtrade
- Česká zemědělská univerzita v Praze
- Development World Wide
- Domov Sue Ryder
- Eurosolar ČR
- Excellent Plzeň FAIR TRADE
- FoRS - České fórum pro rozvojovou spolupráci
- Gender Studies
- Hnuti DUHA
- Humanistické centrum Dialog
- Humanistické centrum Narovinu
- Charita Česká republika
- IGPN
- La Strada